# Bulbophyllum cogniauxianum
Bulbophyllum cogniauxianum är en orkidéart som först beskrevs av Friedrich Fritz Wilhelm Ludwig Kraenzlin, och fick sitt nu gällande namn av Johannes Jacobus Smith. Bulbophyllum cogniauxianum ingår i släktet Bulbophyllum och familjen orkidéer. Inga underarter finns listade i Catalogue of Life.